# Mateusz Dziemba
Mateusz Dziemba (ur. 25 kwietnia 1992 w Bytomiu) – polski koszykarz grający na pozycji rzucającego obrońcy, od 2024 zawodnik Icon Sea Czarnych Słupsk.
20 kwietnia 2021 zawarł umowę z ALM Evreux Basket, występującym w II lidze francuskiej. 26 maja zawarł kolejną umowę z Pszczółką Startem Lublin. 27 lutego 2024 dołączył do Icon Sea Czarnych Słupsk.

## Osiągnięcia
Stan na 23 kwietnia 2024, na podstawie, o ile nie zaznaczono inaczej.
Drużynowe
- Wicemistrz Polski (2020)
- Finalista Pucharu Polski (2022[5], 2023[6])
- Awans do PLK z MKS-em Dąbrową Górniczą (2014)

Indywidualne
- Najlepszy Rezerwowy PLK (2020)[7]
- Zaliczony do I składu kolejki EBL (17 – 2020/2021, 11 – 2022/2023, 27 – 2023/2024)[8][9][10]

Reprezentacja
- Wicemistrz Europy U–18 Dywizji B (2009)
- Uczestnik mistrzostw Europy:
  - U–16 (2008 – 14. miejsce)
  - U–18 (2010 – 6. miejsce)
  - U–20 Dywizji B (2011 – 9. miejsce)